# Jamestown (Kentucky)
Jamestown is een plaats (city) in de Amerikaanse staat Kentucky, en valt bestuurlijk gezien onder Russell County.

## Demografie
Bij de volkstelling in 2000 werd het aantal inwoners vastgesteld op 1624.
In 2006 is het aantal inwoners door het United States Census Bureau geschat op 1724, een stijging van 100 (6,2%).

## Geografie
Volgens het United States Census Bureau beslaat de plaats een oppervlakte van
5,8 km², geheel bestaande uit land. Jamestown ligt op ongeveer 267 m boven zeeniveau.

## Plaatsen in de nabije omgeving
De onderstaande figuur toont nabijgelegen plaatsen in een straal van 36 km rond Jamestown.